# Lar São Paulo
O Lar São Paulo é um bairro da zona sul da cidade de São Paulo, Brasil. Forma parte do distrito da cidade conhecido como Vila Sônia. Administrada pela Subprefeitura do Butantã. .
O bairro tem 19 logradouros, segundo os Correios do Brasil. 
A área fica ao lado da Rodovia Régis Bittencourt e do Cemitério da Paz, o primeiro a seguir o padrão de cemitério-jardim no Brasil. Foi inaugurado em 1965. . 